# Пантелеймонов, Леонид Владимирович
Леонид Владимирович Пантелеймонов (род. 23 апреля 1971, Москва) — советский и российский футболист, игравший на позициях полузащитника и нападающего.
Воспитанник московских ДЮСШ-3 Перовского РУНО (ныне — «Крылья Советов») и «Динамо».
В соревнованиях команд мастеров дебютировал в 1989 году в составе команды второй союзной лиги «Торпедо» Тольятти. В следующем году играл за «Динамо» Ленинград во второй низшей лиге. О периоде с 1991 по 1996 год о профессиональной карьере данных нет. В 1997—1998 годах играл во втором дивизионе за «Автомобилист» Ногинск и «Мосэнерго» Москва. В 1999 году был в составе команды КФК «Москабельмет» Москва.
Игрок в мини-футбол, в первой лиге России: в сезонах 1999/00 и 2000/01 — в составе команды «Интеко» Москва (2-е место в сезоне 2000/01), в сезоне 2001/02 — игрок команды «Спартак» Щёлково (3-е место).
В 2002 году забил 24 мяча за ФК «Видное» посёлок Володарского в Первенстве КФК. В следующем году играл во втором дивизионе за клубы «Видное» (стал представлять одноимённый город) и «Спартак» Щёлково.
В сезоне 2004 года играл за клуб «Шахтёр» Караганда, выступавший в казахстанской Суперлиге. Провёл 18 матчей в чемпионате, в которых забил 3 мяча, и одну игру в кубке Казахстана. По ходу сезона в команде произошла смена тренерского штаба, возглавлявший команду российский специалист Алексей Беленков покинул клуб, и Пантелеймонов вернулся в Россию, перебравшись в клуб «Ока» Ступино, участвовавший в Первенстве ЛФЛ.
После окончания карьеры — игрок Любительской лиги Москвы (8x8), участник ветеранского турнира «Негаснущие звёзды» за команду «Динамо».